# Лемезинский сельсовет
Лемезинский сельсовет — муниципальное образование в Иглинском районе Башкортостана.

## История
Согласно «Закону о границах, статусе и административных центрах муниципальных образований в Республике Башкортостан» имеет статус сельского поселения.

## Население
| 2002  | 2009  | 2010  | 2012  | 2013  | 2014  | 2015  |
| ----- | ----- | ----- | ----- | ----- | ----- | ----- |
| 1123  | ↗1215 | ↘1143 | ↘1132 | ↗1139 | ↗1146 | ↗1155 |
| 2016  | 2017  | 2018  |       |       |       |       |
| ↘1123 | ↗1133 | ↘1119 |       |       |       |       |

## Состав сельского поселения
| № | Населённый пункт | Тип населённого пункта       | Население |
| - | ---------------- | ---------------------------- | --------- |
| 1 | Нижние Лемезы    | село, административный центр | ↘707      |
| 2 | Улу-Карамалы     | деревня                      | ↘175      |
| 3 | Тау              | село                         | ↗174      |
| 4 | Манагора         | село                         | ↘46       |
| 5 | Ташлы-Елга       | деревня                      | →23       |
| 6 | Улу-Елан         | деревня                      | ↘18       |